# Фриц Штрасман
Фридрих Вилхелм Штрасман (Бопард, 22. фебруар 1902 — Мајнц, 22. април 1980) био је немачки хемичар који је, са Отом Ханом у децембру 1938, идентификовао елемент баријум као производ бомбардовања уранијума неутронима. Њихово запажање је било кључни доказ неопходан за идентификацију раније непознатог феномена нуклеарне фисије, као што су касније препознали и објавили Лиза Мајтнер и Ото Фриш. У својој другој публикацији о нуклеарној фисији у фебруару 1939. године, Штрасман и Хан су предвидели постојање и ослобађање додатних неутрона током процеса фисије, отварајући могућност нуклеарне ланчане реакције.

## Лични живот и образовање
Штрасман је рођен у Бопарду у Немачкој, у породици Ричарда Штрасмана и Џули Штрасман (рођена Бернсман). Био је најмлађи од деветоро деце. Одрастајући у Диселдорфу, развио је интересовање за хемију у младости и вршио хемијске експерименте у дому својих родитеља. Његова породица је била скромна, а отац му је умро у младости, што је погоршало материјалну ситуацију породице. Финансијски проблеми ограничили су Штрасманове почетне изборе о томе где ће наставити своје више образовање и који предмети би то требало да буду.
Штрасман је започео своје формалне студије хемије 1920. године на Техничком универзитету у Хановеру, а издржавао се радећи као тутор за друге студенте. Дипломирао је хемијско инжењерство 1924. године, а докторирао физичку хемију 1929. Његово докторско истраживање односило се на растворљивост и реактивност јода у угљеној киселини у гасној фази, а такође му је омогућило да се искуси у аналитичкој хемији. Штрасманов докторски саветник био је професор Херман Брауне.
Након тога, Штрасман је добио делимичну стипендију на Институту за хемију Кајзер Вилхелм у Берлину – Далем, почев од 1929. Тамо је студирао радиохемију код Ота Хана, који је издејствовао да му се стипендија два пута обнови. Када му је стипендија истекла у септембру 1932, Штрасман је наставио да ради као студент истраживач у Хановој лабораторији, без стипендије, али и без плаћања школарине.
20. јула 1937. Штрасман се оженио Маријом Хектер која је такође била хемичар. Штрасман је био самоуки виолиниста. Марију Хектер Штрасман је упознао преко групе младих музичара којој су обоје припадали. Имали су сина Мартина.
Марија Штрасман је умрла од рака 1956. године. 1959. Штрасман се оженио новинарком Ирмгард Хартман. Познавао је Хартманову дуги низ година, јер је и она била члан исте групе младих музичара којој су припадали Штрасман и његова прва супруга Марија.

### Активности током нацистичке владавине
1933. Штрасман је дао оставку у Друштву немачких хемичара када је оно постало део јавне корпорације под контролом нациста. Био је на црној листи нацистичког режима. Као резултат тога, није могао да ради у хемијској индустрији нити је могао да се хабилитира како би био независни истраживач у Немачкој у то време. Лиза Мајтнер је охрабрила Ота Хана да ангажује Штрасмана као асистента са пола плате, и он је на крају постао специјални асистент Мајтнеровој и Хану. Штрасман је себе сматрао срећним, јер „упркос мом афинитету према хемији, толико ценим своју личну слободу да бих разбијао камење да бих је сачувао“.
Штрасманова супруга Марија подржала је његово одбијање да се придружи Нацистичкој партији. Током Другог светског рата месецима су у свом стану скривали Јеврејку, музичарку Андреу Волфенштајн, доводећи себе и свог трогодишњег сина у опасност. Штрасман је наставио своја истраживања у области радиохемије током Другог светског рата, иако није радио на развоју оружја. Презирао је нацистички режим и наводно је рекао: "Ако би мој рад довео до тога да Хитлер има атомску бомбу, убио бих се."

## Каријера
Хан и Мајтнер су искористили Штрасманову експертизу у аналитичкој хемији у својим истраживањима производа који су резултат бомбардовања уранијума неутронима. Од ова три научника, само је Штрасман био у стању да остане фокусиран на њихова заједничка експериментална истраживања. Мајтнер је, пошто је Јеврејка, била приморана да напусти нацистичку Немачку, а Хан је имао велике административне дужности.
Године 1937. и 1938. научници Ирена Жолио-Кири и Пол Савич објавили су резултате својих истраживања о зрачењу уранијума неутронима. Нису могли да идентификују супстанце које су настале као резултат зрачења уранијума. Штрасман је са Ханом успео да идентификује елемент баријум као главни крајњи производ у неутронском бомбардовању уранијума, кроз ланац распадања. Резултат је био изненађујући због велике разлике у атомском броју два елемента, уранијума са атомским бројем 92 и баријума са атомским бројем 56.
У децембру 1938. Хан и Штрасман су послали рукопис научном часопису Naturwissenschaften у коме су извештавали о резултатима својих експеримената на детекцији баријума као продукта неутронског бомбардовања уранијума. Ото Фриш је експериментално потврдио Штрасманов и Ханов извештај 13. јануара 1939. Фриш и Мајтнер су објаснили Штрасманове и Ханове налазе као резултат нуклеарне фисије.
Године 1944. Хан је добио Нобелову награду за хемију за откриће нуклеарне фисије, иако је Фриц Штрасман био признат као равноправан сарадник у открићу.
Од 1939. до 1946. радећи на Кајзер Вилхелм институту, Штрасман је допринео истраживању фисионих производа торијума, уранијума и нептунијума. На тај начин је допринео разумевању радиохемије актиноидних елемената.
Штрасман је развио методе за датирање старости минерала и других неорганских супстанци на основу времена полураспада радиоактивних елемената и обогаћивања продуката распадања. Штрасман и Ернст Волинг развили су рубидијум-стронцијумски метод радиометријског датирања 1936. и 1937. године, а Штрасман је наставио овај рад 1942. и 1943. године. Његове методе су познате као методе еманације, а Штрасманова истраживања у овој области била су фундаментална за област геохронологије.
15. фебруара 1944. и 24. марта 1944. године, током бомбардовања Берлина у Другом светском рату, институт је претрпео велика оштећења. Из тог разлога, привремено је премештен у Гојфелден (Албштат) у округу Виртемберг, у фабрику текстила компаније Лудвиг Хасис. У априлу 1945, Хан и други немачки физичари су ухапшени у оквиру операције Епсилон и интернирани на Фарм Хол, Годманчестер, близу Кембриџа, у Енглеској. У Хановом одсуству, Штрасман је постао директор хемијског одељења института. 1946. Штрасман је постао професор неорганске хемије и нуклеарне хемије на Универзитету у Мајнцу.

### Административне одговорности
Институт се састојао од два одељења: масена спектрометрија и нуклеарна физика била је одељење Јозефа Матауха, а одељење за нуклеарну хемију Штрасманово. Матаух је постављен за директора института. Матаух је добио туберкулозу и, у његовом одсуству, Штрасман је постао вршилац дужности директора 1948. Од 1949. године, Кајзер Вилхелм институт је преименован у Институт Макс Планк за хемију, и преселио се у Мајнц у Немачкој.
1950. Штрасман је постао званични директор института. Након што се Матаух вратио у институт 1951. године, дошло је до значајног сукоба око расподеле ресурса њиховим одељењима.

### Обновљено истраживање
Године 1953. Штрасман је одустао од директорске функције, бирајући уместо тога да се фокусира на своја истраживања и стипендије на Универзитету у Мајнцу. Успео је да изгради капацитете одељења и директно је радио са студентима. Штрасман је започео ове подухвате на Универзитету у Мајнцу са неколико раштрканих просторија и врло мало новца. Преговарао је са универзитетом и са фабриком Badische Anilin- und Soda-Fabrik (БАСФ) о финансирању института за хемијске науке на универзитету са фокусом на нуклеарну хемију. Такође је лобирао код немачке савезне владе да финансира генератор неутрона, нуклеарни реактор за истраживачке сврхе и посебан институт за нуклеарну хемију. Штрасманова креација, Институт за нуклеарну хемију, званично је отворен 3. априла 1967.
Године 1957. Штрасман је био један од Göttinger Achtzehn (Гетинген осамнаест), групе водећих нуклеарних истраживача Савезне Републике Немачке који су написали манифест противећи се плановима канцелара Конрада Аденауера и министра одбране Франца Јозефа Штрауса да опреме Бундесвер, војску Западне Немачке, тактичким нуклеарним оружјем.
Штрасман се пензионисао 1970. Умро је 22. априла 1980. у Мајнцу.

### Почасти и признања
Године 1966. председник Сједињених Држава Линдон Џонсон доделио је Хану, Мајтнеровој и Штрасману награду Енрико Ферми. Међународна астрономска унија дала је име једном астероиду по њему: 19136 Штрасман.
Године 1985. Институт Јад Вашем у Јерусалиму признао је Фрица Штрасмана за Праведним међу народима (חסיד אמות העולם). Заједно са супругом Маријом (Хектер) Штрасман, сакривао је Јеврејку у свом стану, ризикујући животе своје породице.

## Интерни извештај
Zur Folge nach der Entstehung des 2,3 Tage-Isotops des Elements 93 aus Uran G-151 (27. фебруар 1942) Ота Хана и Фрица Штрасмана објављен је у Kernphysikalische Forschungsberichte (Извештаји о истраживању у нуклеарној физици), немачкој интерној публикацији програма Uranverein. Извештаји у овој публикацији су класификовани као „строго поверљиво“. Извештаји су стога имали веома ограничену дистрибуцију, а ауторима није било дозвољено да задрже копије. Извештаји су заплењени у оквиру савезничке операције Алсос и послати Комисији за атомску енергију Сједињених Држава на процену. 1971. године са извештаја је скинута ознака тајности и враћен је у Немачку. Извештаји су доступни у Центру за нуклеарна истраживања у Карлсруеу и Америчком институту за физику. 